# Роджер Ріс
Роджер Ріс (5 травня 1944 — 10 липня 2015) — британський валлійський актор і режисер, широко відомий своєю сценічною діяльністю. Отримав премію Олів'є і премію Тоні за головну роль у виставві Життя і пригоди Ніколаса Ніклбі. Такожотримав премії Обі за роль у The End of the Day і роботу співрежисера Peter and the Starcatcher. Посмертно Ріс був прийнятий в Американську театральну залу слави, оскільки був широко відомий американській телевізійній аудиторії за свої ролі у Cheers та The West Wing.

## Раннє життя
Ріс народився у Абериствіті, Кередігіон, Уельс, в сім'ї Доріс Луїз Ріс (уродженої Сміт) і Вільяма Джона Ріса. Він вивчав мистецтво в Кембервельському коледжі мистецтв і Школі образотворчого мистецтва Слейда, і почав грати, коли малював декорації у Вімблдонському театрі і його попросили замінити актора у виставі.

## Кар'єра
Різ почав свою кар'єру у Королівській шекспірівській компанії. Він зіграв Малкольма у відомій постановці Тревора Нанна «Макбет» (1976). Ріс грав головну роль в оригінальній постановці Життя і пригоди Ніколаса Ніклбі, адаптації роману Чарльз Діккенса, завдяки якій отримав премію Лоуренса Олів'є як актор року у новій п'єсі в 1980 році і премію «Тоні» за найкращу чоловічу роль у п'єсі в 1982 році. Записана версія вистави також принесла йому номінацію на «Еммі» у 1983 році. Грав у виставі The Real Thing за п'єсою Тома Стоппарда в театрі Странд у Лондоні в 1982 році.
Ріс почав працювати на телебаченні в 1970-ті роки, з'явившись із Лоуренсом Олів'є у фільмі Вежа з чорного дерева (1984). У тому ж році Ріс зобразив Фреда Голлівелла в Різдвяній історії, де Джордж К. Скотт зіграв Скруджа. З 1988 по 1991 рік він знімався у британському ситкомі Singles, разом з Джуді Ло. З 1989 по 1991 і у 1993 році він також з'являвся у тривалому американському телесеріалі Cheers у ролі англійського магната Робіна Колкорда. Пізніше грав ролі у серіалах Моє так зване життя, Західне крило і Сховище 13.
Його кар'єра в кіно почалася в 1980-х роках. Ріс зіграв шерифа Роттингема у фільмі Мела Брукса Robin Hood: Men in Tights (1993). Пізніші роботи Ріса включають фільми Фріда (2002), Престиж (2006) і Рожева пантера (2006).
Продовжуючи працювати в театрі в 1990-ті, і як актор, і як режисер, Ріс удостоєний премії Обі за гру в офф-бродвейській п'єсі 1992 року The End of the Day. У 1995 році він номінований на премію «Тоні» за найкращу чоловічу роль у п'єсі Indiscretions. Він записав безліч аудіокнижок, в тому числі Memnoch the Devil Енн Райс.
З листопада 2004 по жовтень 2007 року Ріс був художнім керівником Театрального фестивалю Вільямстауна, тільки четвертою людиною, що обіймала цю посаду за його піввікову історію. Він замінив Натан Лейна в ролі Гомеса Аддамса в бродвейському мюзиклі Сімейка Аддамс, де був з 22 березня 2011 року і до кінця вистав 31 грудня 2011 року.
У 2012 році, Ріс поставив свою виставу однієї людини за Шекспіром, What You Will, в лондонському Вест-Енді, відігравши три тижні в театрі «Аполло».
У 2013 році Ріс поставив виставу Кріспін Вітелл The Primrose Path у театрі Гатрі в Міннеаполісі.
У 2014 році Ріс був режисером мюзикла Dog and Pony, написаного Ріком Елісом і Майклом Патріком Вокером, світова прем'єра якого відбулася у Старому театр «Глобус» в Сан-Дієго.
Остання роль Ріса — Антон Шелл в музичній версії The Visit разом з Читою Рівера, яка йшла на Бродвеї з 23 квітня по 14 червня 2015 року. Ріс облишив роботу у травні 2015 року у зв'язку з хворобою.

## Особисте життя
Ріс жив у США понад 25 років; став натуралізованим громадянином США у 1989 році. Перейшов в іудаїзм у 1980-х роках. Ріс одружився зі своїм партнером, драматургом Ріком Еліс, у 2011 році. Ріс та Еліс також співпрацювали професійно, в тому числі як співсценаристи комедійного трилера Double Double. У 2012 році Еліс і Ріс отримали премію номінації на премію Тоні за сценічну адаптацію і режисуру відповідно п'єси Peter and the Starcatcher. У жовтні 2017 року Еліс написав мемуари про своє життя з Рісом, під назвою Finding Roger: An Improbably Theatrical Love Story.

### Хвороба і смерть
Після того, як йому поставили діагноз рак мозку у жовтні 2014 року, Ріс зосередив свою енергію роботі у мюзиклі The Visit. Йому зробили дві операції на мозку, він пройшов два курси променевої та хіміотерапії, і в цей же час Ріс встиг відрепетирувати, переглядати і відкрити виставу The Visit 23 квітня 2015 року. У середині травня йому стало складно говорити і він покинув шоу. Ріс помер у віці 71 року у своєму будинку в Нью-Йорку 10 липня 2015 року. У середу, 15 липня 2015 року світильники всіх театрів на Бродвеї були приглушені на його честь. Його прах було розсіяно в Атлантичний океан. Два місяці потому на Бродвеї в Нью-Амстердамському театрі відбулася поминальна служба.